# Hydromedion elongatum
Hydromedion elongatum is een keversoort uit de familie Perimylopidae. De wetenschappelijke naam van de soort werd in 1875 gepubliceerd door Charles Owen Waterhouse.